# Silvio Quiñones
Silvio Quiñones Bello (Sancti Spíritus, Sancti Spíritus, Cuba, 12 de junio de 1982) es un futbolista cubano. Juega de mediocampista y su equipo actual es el FC Sancti Spíritus del Campeonato Nacional de Fútbol de Cuba. 

## Trayectoria
Su primer y único club ha sido el FC Sancti Spíritus del Campeonato Nacional de Fútbol de Cuba al que le ha dedicado toda su carrera deportiva y donde ha dicho muchas veces que se piensa retirar.

## Selección nacional
Nunca sido internacional con la Selección de fútbol de Cuba a pesar de sus estupendas actuaciones en la liga dómestica y en todas las competiciones en las que ha participado.

## Clubes
| Club               | País | Año           |
| ------------------ | ---- | ------------- |
| FC Sancti Spíritus | Cuba | 1991-Presente |